# Wołowe Stawki

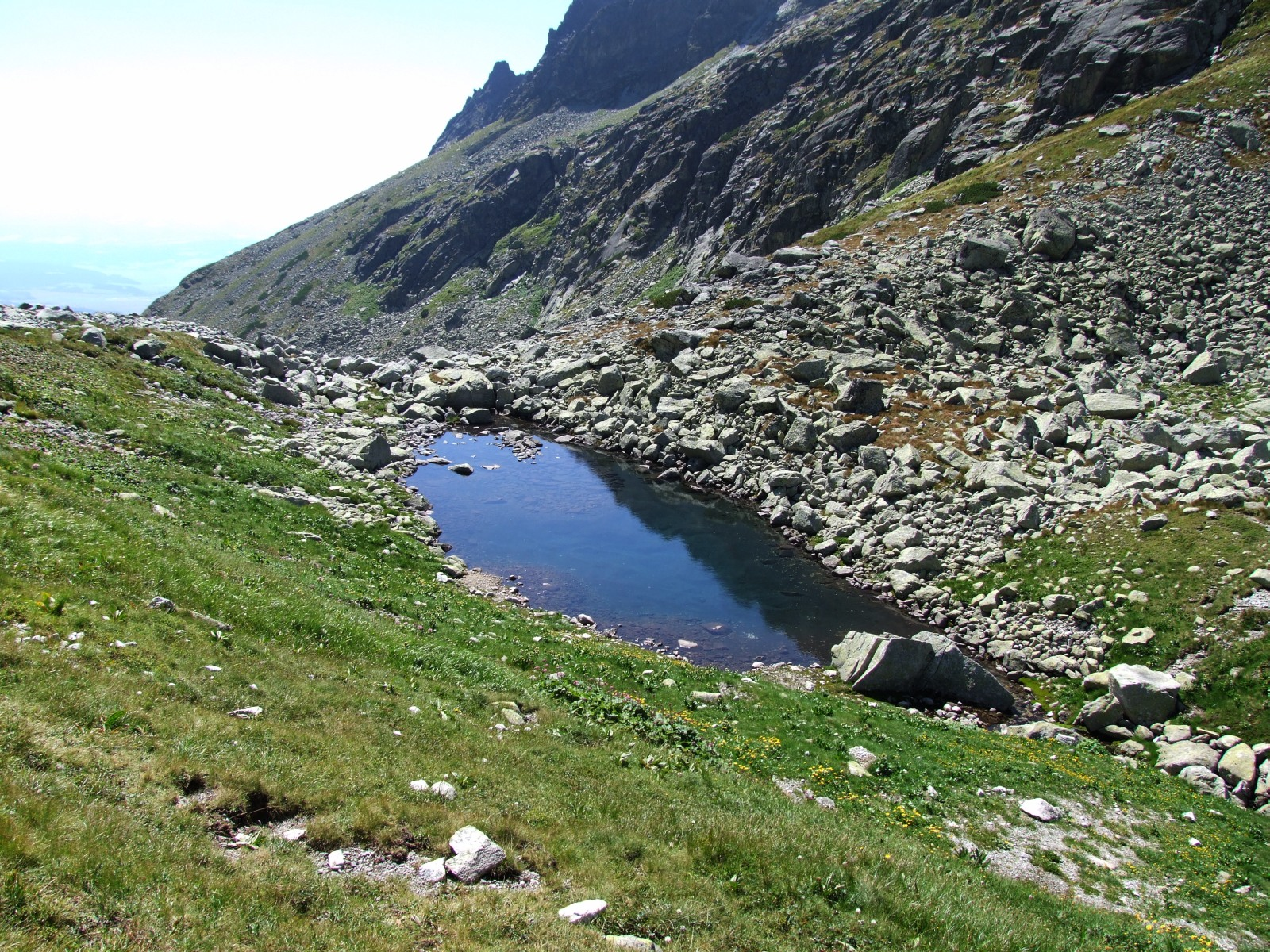
Niżni Wołowy Stawek

Wołowe Stawki (słow. Volie plieska) – dwa nieduże stawki w Dolinie Młynickiej w słowackich Tatrach Wysokich. Znajdują się w środkowej części doliny na dużym tarasie zwanym Zadnią Polaną, powyżej Stawu nad Skokiem, a poniżej Capiego Stawu. Stawki te to:
- Niżni Wołowy Stawek (Nižné Volie pliesko) położony na wysokości ok. 1941 m
- Wyżni Wołowy Stawek (Vyšné Volie pliesko) położony na wysokości ok. 1980 m.

Obydwa te stawki znajdują się w pobliżu szlaku turystycznego prowadzącego dnem doliny. Ich dane nie są publikowane w literaturze turystycznej, nie wspomina też o nich Wielka encyklopedia tatrzańska, są jednak zaznaczane na bardziej szczegółowych mapach, wzmiankuje też o nich Józef Nyka w swoim przewodniku.

## Szlaki turystyczne
– żółty szlak ze Szczyrbskiego Jeziora dnem Doliny Młynickiej obok wodospadu Skok i dalej przez Bystrą Ławkę do Doliny Furkotnej. Przejście szlakiem przez przełęcz jest dozwolone w obie strony, jednak zalecany jest kierunek z Doliny Młynickiej do Furkotnej w celu uniknięcia zatorów na łańcuchach.
- Czas przejścia ze Szczyrbskiego Jeziora do wodospadu: 1:30 h, ↓ 1 h
- Czas przejścia znad wodospadu na Bystrą Ławkę: 2 h, ↓ 1:35 h